# Шапделен, Огюст
Огю́ст Шапделе́н (также Август, Августин; фр. Auguste Chapdelaine, кит. 馬賴; 6 февраля 1814, La Rochelle-Normande — 29 февраля 1856, Гуанси-Чжуанский автономный район) — святой Римско-Католической Церкви, священник, мученик, миссионер, член католической миссионерской организации «Парижское Общество Заграничных Миссий».

## Биография
В 1852 году прибыл в Китай, чтобы там заниматься миссионерской деятельностью в провинции Гуанси. После пребывания в Гуанчжоу, он весной 1854 года отправился в город Гуйян. В декабре он вместе с китайским проводником достиг поселения Яошан, где обнаружил 300 католиков, которым он сразу же отслужил святую мессу, за что был схвачен местными властями и арестован. Спустя десять дней он был освобождён из тюрьмы и возвратился в провинцию Гуанси в декабре 1854 года. В начале 1855 года он был вынужден покинуть столицу провинции Гуанси город Гуанчжоу из-за многочисленных угроз со стороны китайских властей. 22 февраля 1856 года он был снова арестован вместе с Лаврентием Бай Сяомань и приговорён к казни за обращение в католицизм родственника китайского мандарина. Был подвергнут пыткам и помещён в железную клетку, которая была подвешена возле ворот тюрьмы, где он скончался до казни.
Смерть Огюста Шапделена стала поводом для французского армейского вторжения, что привело ко Второй Опиумной войне (1856—1860 гг.). После этой войны был подписан договор между Францией и Китаем, в котором миссионерам разрешалось свободное распространение католической веры среди китайцев.

## Прославление
Огюст Шапделен был причислен к лику блаженных в 1900 году. 1 октября 2000 года он был причислен к лику святых римским папой Иоанном Павлом II вместе с группой 120 китайских мучеников. Его канонизация вызвала негативную реакцию властей КНР. Китайское информационное агентство Синьхуа выпустило пресс-релиз, в котором отрицательно описывалась деятельность Огюста Шапделена.

## Источник
- Abbé Boursin. Un Martyr normand, le vénérable Auguste Chapdelaine, de la Société des missions étrangères, Grillot éditeur, 1894.
- Joseph Toussaint. Le Bienheureux Auguste Chapdelaine, éditions OCEP.
- George G., Christian O. P. Augustine Zhao Rong and Companions, Martyrs of China, 2005, p. 50  (англ.)